# Cruzeiro brasiliano (1970)
Il cruzeiro (noto anche come secondo cruzeiro) è stato la valuta del Brasile tra il 15 maggio 1970 e il 27 febbraio 1986. Era suddiviso in 100 centavo. Il suo codice ISO era BRB e il suo simbolo era Cr$.

## Storia
Questa moneta rappresenta in realtà la conclusione della riforma monetaria intrapresa in sede di adozione della valuta precedente, il cruzeiro nuovo. La differenziazione è che, per legge, l'espressione "nuovo" e la "N", che precedeva il simbolo del cruzeiro (Cr$), sono stati eliminati.
A causa dell'alta inflazione verificatasi a partire dal 1981, è stato sostituito nel 1986 dal cruzado al cambio di 1 000 cruzeiro per 1 cruzado. A quell'epoca il cambio con il dollaro USA era arrivato a oltre 13 000 cruzeiro per un dollaro.

## Prima serie

### Monete
Questa serie era costituita dalle monete denominate in "centavo", emesse a partire dal 1967, nonché dalla moneta da 1 cruzeiro, introdotta nel 1970.
Nel 1972, in occasione del 150º anniversario dell'indipendenza, furono emesse monete commemorative in oro (300 cruzeiro), argento (20 cruzeiro) e nichel (1 cruzeiro).
Dal 1974, le monete fino a 20 centavo cominciarono ad essere coniate in acciaio inossidabile; dal 1975 anche quella da 50 centavo cominciò ad essere emessa in questo metallo, mentre quella da 1 cruzeiro cominciò ad essere coniata in cupronichel. Le uniche eccezioni furono le emissioni commemorative in argento per la FAO (monete da 1, 2 e 5 centavo) e per i 10 anni di fondazione del Banco Central do Brasil (moneta da 10 cruzeiro).
Le monete appartenenti a questa serie di valore inferiore a 10 centavo hanno perso valore legale dal 31 dicembre 1980, e il centavo è stato definitivamente cancellato per legge dal 15 agosto 1984, rimanendo tuttavia utilizzato per il calcolo delle ORTN (Obrigações Reajustáveis do Tesouro Nacional - obbligazioni "riadeguabili" del tesoro nazionale).
| Prima serie - Emissioni regolari      | Prima serie - Emissioni regolari | Prima serie - Emissioni regolari | Prima serie - Emissioni regolari | Prima serie - Emissioni regolari | Prima serie - Emissioni regolari | Prima serie - Emissioni regolari | Prima serie - Emissioni regolari                                                          | Prima serie - Emissioni regolari                                          | Prima serie - Emissioni regolari   | Prima serie - Emissioni regolari | Prima serie - Emissioni regolari | Prima serie - Emissioni regolari                                                                              |
| Immagine                              | Immagine                         | Valore                           | Parametri tecnici                | Parametri tecnici                | Parametri tecnici                | Parametri tecnici                | Descrizione                                                                               | Descrizione                                                               | Periodo di circolazione            | Data di emissione                | Tiratura                         | Note |
| Diritto                               | Rovescio                         | Valore                           | Diametro                         | Spessore                         | Massa                            | Composizione                     | Diritto                                                                                   | Rovescio                                                                  | Periodo di circolazione            | Data di emissione                | Tiratura                         | Note |
| ------------------------------------- | -------------------------------- | -------------------------------- | -------------------------------- | -------------------------------- | -------------------------------- | -------------------------------- | ----------------------------------------------------------------------------------------- | ------------------------------------------------------------------------- | ---------------------------------- | -------------------------------- | -------------------------------- | --- |
|                                       |                                  | 1 centavo                        | 17,0 mm                          | 1,00 mm                          | 1,75 g                           | Acciaio inossidabile             | BRASIL, Effigie della Repubblica                                                          | Valore e data                                                             | 1º agosto 1968 - 31 dicembre 1980  | 1975                             | 50 043 000                       | |
|                                       |                                  | 2 centavo                        | 19,0 mm                          | 1,00 mm                          | 2,16 g                           | Acciaio inossidabile             | BRASIL, Effigie della Repubblica                                                          | Valore e data                                                             | 1º agosto 1968 - 31 dicembre 1980  | 1975                             | 50 015 000                       | |
|                                       |                                  | 5 centavo                        | 21,0 mm                          | 1,00 mm                          | 2,64 g                           | Acciaio inossidabile             | BRASIL, Effigie della Repubblica                                                          | Valore e data                                                             | 1º agosto 1968 - 31 dicembre 1980  | 1975                             | 85 123 000                       | |
|                                       |                                  | 10 centavo                       | 23,0 mm                          | 1,30 mm                          | 4,78 g                           | Cupronichel                      | BRASIL, Effigie della Repubblica                                                          | Valore e data, rappresentazione dell'industria siderurgica                | 1º agosto 1968 - 15 agosto 1984    | 1970                             | 498 927 200                      | |
| 4,22 g                                | Acciaio inossidabile             | 10 centavo                       | 23,0 mm                          | 1,30 mm                          | 1974                             | 114 598 153                      | BRASIL, Effigie della Repubblica                                                          | Valore e data, rappresentazione dell'industria siderurgica                | 1º agosto 1968 - 15 agosto 1984    |                                  |                                  | |
| 4,22 g                                | Acciaio inossidabile             | 10 centavo                       | 23,0 mm                          | 1,30 mm                          | 1975                             | 142 783 000                      | BRASIL, Effigie della Repubblica                                                          | Valore e data, rappresentazione dell'industria siderurgica                | 1º agosto 1968 - 15 agosto 1984    |                                  |                                  | |
| 4,22 g                                | Acciaio inossidabile             | 10 centavo                       | 23,0 mm                          | 1,30 mm                          | 1976                             | 129 060 000                      | BRASIL, Effigie della Repubblica                                                          | Valore e data, rappresentazione dell'industria siderurgica                | 1º agosto 1968 - 15 agosto 1984    |                                  |                                  | |
| 4,22 g                                | Acciaio inossidabile             | 10 centavo                       | 23,0 mm                          | 1,30 mm                          | 1977                             | 225 213 000                      | BRASIL, Effigie della Repubblica                                                          | Valore e data, rappresentazione dell'industria siderurgica                | 1º agosto 1968 - 15 agosto 1984    |                                  |                                  | |
| 4,22 g                                | Acciaio inossidabile             | 10 centavo                       | 23,0 mm                          | 1,30 mm                          | 1978                             | 225 000 000                      | BRASIL, Effigie della Repubblica                                                          | Valore e data, rappresentazione dell'industria siderurgica                | 1º agosto 1968 - 15 agosto 1984    |                                  |                                  | |
| 4,22 g                                | Acciaio inossidabile             | 10 centavo                       | 23,0 mm                          | 1,30 mm                          | 1979                             | 100 000 000                      | BRASIL, Effigie della Repubblica                                                          | Valore e data, rappresentazione dell'industria siderurgica                | 1º agosto 1968 - 15 agosto 1984    |                                  |                                  | |
|                                       |                                  | 20 centavo                       | 25,0 mm                          | 1,50 mm                          | 6,55 g                           | Cupronichel                      | BRASIL, Effigie della Repubblica                                                          | Valore e data, rappresentazione dell'industria petrolifera                | 1º agosto 1968 - 15 agosto 1984    | 1970                             | 634 780 353                      | |
| 5,67 g                                | Acciaio inossidabile             | 20 centavo                       | 25,0 mm                          | 1,50 mm                          | 1975                             | 102 386 000                      | BRASIL, Effigie della Repubblica                                                          | Valore e data, rappresentazione dell'industria petrolifera                | 1º agosto 1968 - 15 agosto 1984    |                                  |                                  | |
| 5,67 g                                | Acciaio inossidabile             | 20 centavo                       | 25,0 mm                          | 1,50 mm                          | 1976                             | 65 687 000                       | BRASIL, Effigie della Repubblica                                                          | Valore e data, rappresentazione dell'industria petrolifera                | 1º agosto 1968 - 15 agosto 1984    |                                  |                                  | |
| 5,67 g                                | Acciaio inossidabile             | 20 centavo                       | 25,0 mm                          | 1,50 mm                          | 1977                             | 240 001 000                      | BRASIL, Effigie della Repubblica                                                          | Valore e data, rappresentazione dell'industria petrolifera                | 1º agosto 1968 - 15 agosto 1984    |                                  |                                  | |
| 5,67 g                                | Acciaio inossidabile             | 20 centavo                       | 25,0 mm                          | 1,50 mm                          | 1978                             | 225 000 000                      | BRASIL, Effigie della Repubblica                                                          | Valore e data, rappresentazione dell'industria petrolifera                | 1º agosto 1968 - 15 agosto 1984    |                                  |                                  | |
| 5,67 g                                | Acciaio inossidabile             | 20 centavo                       | 25,0 mm                          | 1,50 mm                          | 1979                             | 116 000 000                      | BRASIL, Effigie della Repubblica                                                          | Valore e data, rappresentazione dell'industria petrolifera                | 1º agosto 1968 - 15 agosto 1984    |                                  |                                  | |
|                                       |                                  | 50 centavo                       | 27,0 mm                          | 1,50 mm                          | 7,71 g                           | Cupronichel                      | BRASIL, Effigie della Repubblica                                                          | Valore e data, rappresentazione dell'industria navale                     | 1º agosto 1968 - 15 agosto 1984    | 1970                             | 440 643 353                      | |
| 1975                                  | 134 454 000                      | 50 centavo                       | 27,0 mm                          | 1,50 mm                          | 7,71 g                           | Cupronichel                      | BRASIL, Effigie della Repubblica                                                          | Valore e data, rappresentazione dell'industria navale                     | 1º agosto 1968 - 15 agosto 1984    |                                  |                                  | |
| 6,65 g                                | 134 454 000                      | 50 centavo                       | 27,0 mm                          | 1,50 mm                          | Acciaio inossidabile             | 1975                             | BRASIL, Effigie della Repubblica                                                          | Valore e data, rappresentazione dell'industria navale                     | 1º agosto 1968 - 15 agosto 1984    |                                  |                                  | |
| 6,65 g                                | 1976                             | 50 centavo                       | 27,0 mm                          | 1,50 mm                          | Acciaio inossidabile             | 135 781 000                      | BRASIL, Effigie della Repubblica                                                          | Valore e data, rappresentazione dell'industria navale                     | 1º agosto 1968 - 15 agosto 1984    |                                  |                                  | |
| 6,65 g                                | 1977                             | 50 centavo                       | 27,0 mm                          | 1,50 mm                          | Acciaio inossidabile             | 160 019 000                      | BRASIL, Effigie della Repubblica                                                          | Valore e data, rappresentazione dell'industria navale                     | 1º agosto 1968 - 15 agosto 1984    |                                  |                                  | |
| 6,65 g                                | 1978                             | 50 centavo                       | 27,0 mm                          | 1,50 mm                          | Acciaio inossidabile             | 200 000 000                      | BRASIL, Effigie della Repubblica                                                          | Valore e data, rappresentazione dell'industria navale                     | 1º agosto 1968 - 15 agosto 1984    |                                  |                                  | |
| 6,65 g                                | 1979                             | 50 centavo                       | 27,0 mm                          | 1,50 mm                          | Acciaio inossidabile             | 104 000 000                      | BRASIL, Effigie della Repubblica                                                          | Valore e data, rappresentazione dell'industria navale                     | 1º agosto 1968 - 15 agosto 1984    |                                  |                                  | |
|                                       |                                  | 1 Cr$                            | 29,0 mm                          | 1,70 mm                          | 10,08 g                          | Nichel                           | BRASIL, Effigie della Repubblica                                                          | Valore e data, ramo di caffè                                              | 15 maggio 1970 - 27 febbraio 1986  | 1970                             | 53 271 200                       | |
| 10,25 g                               | Cupronichel                      | 1 Cr$                            | 29,0 mm                          | 1,70 mm                          | 1974                             | 24 135 256                       | BRASIL, Effigie della Repubblica                                                          | Valore e data, ramo di caffè                                              | 15 maggio 1970 - 27 febbraio 1986  |                                  |                                  | |
| 10,25 g                               | Cupronichel                      | 1 Cr$                            | 29,0 mm                          | 1,70 mm                          | 1975                             | 21 613 000                       | BRASIL, Effigie della Repubblica                                                          | Valore e data, ramo di caffè                                              | 15 maggio 1970 - 27 febbraio 1986  |                                  |                                  | |
| 10,25 g                               | Cupronichel                      | 1 Cr$                            | 29,0 mm                          | 1,70 mm                          | 1976                             | 26 146 000                       | BRASIL, Effigie della Repubblica                                                          | Valore e data, ramo di caffè                                              | 15 maggio 1970 - 27 febbraio 1986  |                                  |                                  | |
| 10,25 g                               | Cupronichel                      | 1 Cr$                            | 29,0 mm                          | 1,70 mm                          | 1977                             | 98 000                           | BRASIL, Effigie della Repubblica                                                          | Valore e data, ramo di caffè                                              | 15 maggio 1970 - 27 febbraio 1986  |                                  |                                  | |
| 10,25 g                               | Cupronichel                      | 1 Cr$                            | 29,0 mm                          | 1,70 mm                          | 1978                             | 77 000                           | BRASIL, Effigie della Repubblica                                                          | Valore e data, ramo di caffè                                              | 15 maggio 1970 - 27 febbraio 1986  |                                  |                                  | |
| Prima serie - Emissioni commemorative |                                  |                                  |                                  |                                  |                                  |                                  |                                                                                           |                                                                           |                                    |                                  |                                  | |
| Immagine                              | Immagine                         | Valore                           | Parametri tecnici                | Parametri tecnici                | Parametri tecnici                | Parametri tecnici                | Descrizione                                                                               | Descrizione                                                               | Periodo di circolazione            | Data di emissione                | Tiratura                         | Note |
| Diritto                               | Rovescio                         | Valore                           | Diametro                         | Spessore                         | Massa                            | Composizione                     | Diritto                                                                                   | Rovescio                                                                  | Periodo di circolazione            | Data di emissione                | Tiratura                         | Note |
|                                       |                                  | 1 Cr$                            | 29,0 mm                          | 1,70 mm                          | 10,08 g                          | Nichel                           | Pietro I del Brasile, Presidente Médici e simbolo del 150º anniversario dell'indipendenza | Valore, mappa del Brasile                                                 | 8 novembre 1972 - 28 febbraio 1986 | 1972                             | 19 999 800                       | Moneta commemorativa per il 150º anniversario dell'indipendenza del Brasile – 1822-1972 (circolazione comune) |
|                                       |                                  | 20 Cr$                           | 34,1 mm                          | 2,10 mm                          | 18,04 g                          | Argento                          | Pietro I del Brasile, Presidente Médici e simbolo del 150º anniversario dell'indipendenza | Valore, mappa del Brasile                                                 | 8 novembre 1972 - 1º luglio 1987   | 1972                             | 502 000                          | Moneta commemorativa per il 150º anniversario dell'Indipendenza del Brasile – 1822-1972                       |
|                                       |                                  | 300 Cr$                          | 27,5 mm                          | 1,80 mm                          | 16,65 g                          | Oro                              | Pietro I del Brasile, Presidente Médici e simbolo del 150º anniversario dell'indipendenza | Valore, mappa del Brasile                                                 | 8 novembre 1972 - 16 gennaio 1989  | 1972                             | 50 000                           | Moneta commemorativa per il 150º anniversario dell'Indipendenza del Brasile – 1822-1972                       |
|                                       |                                  | 10 Cr$                           | 28,0 mm                          | 1,80 mm                          | 11,30 g                          | Argento                          | Presidente Castello Branco                                                                | Valore, figura simbolica della sede centrale del Banco Central a Brasilia | 31 marzo 1975 - 1º luglio 1987     | 1975                             | 20 000                           | Moneta commemorativa per il 10º anniversario del Banco Central do Brasil                                      |
|                                       |                                  | 1 centavo                        | 17,0 mm                          | 1,00 mm                          | 1,77 g                           | Acciaio inossidabile             | Effigie della Repubblica                                                                  | Valore e data, canna da zucchero                                          | 4 luglio 1975 - 31 dicembre 1980   | 1975                             | n.d.                             | Monete per la campagna della FAO "Cibo per il Mondo" (circolazione comune)                                    |
| 1976                                  | 112 000                          | 1 centavo                        | 17,0 mm                          | 1,00 mm                          | 1,77 g                           | Acciaio inossidabile             | Effigie della Repubblica                                                                  | Valore e data, canna da zucchero                                          | 4 luglio 1975 - 31 dicembre 1980   |                                  |                                  | Monete per la campagna della FAO "Cibo per il Mondo" (circolazione comune)                                    |
| 1977                                  | 100 000                          | 1 centavo                        | 17,0 mm                          | 1,00 mm                          | 1,77 g                           | Acciaio inossidabile             | Effigie della Repubblica                                                                  | Valore e data, canna da zucchero                                          | 4 luglio 1975 - 31 dicembre 1980   |                                  |                                  | Monete per la campagna della FAO "Cibo per il Mondo" (circolazione comune)                                    |
| 1978                                  | 50 000                           | 1 centavo                        | 17,0 mm                          | 1,00 mm                          | 1,77 g                           | Acciaio inossidabile             | Effigie della Repubblica                                                                  | Valore e data, canna da zucchero                                          | 4 luglio 1975 - 31 dicembre 1980   |                                  |                                  | Monete per la campagna della FAO "Cibo per il Mondo" (circolazione comune)                                    |
|                                       |                                  | 2 centavo                        | 19,0 mm                          | 1,00 mm                          | 2,21 g                           | Acciaio inossidabile             | Effigie della Repubblica                                                                  | Valore e data, soia                                                       | 4 luglio 1975 - 31 dicembre 1980   | 1975                             | n.d.                             | Monete per la campagna della FAO "Cibo per il Mondo" (circolazione comune)                                    |
| 1976                                  | 136 000                          | 2 centavo                        | 19,0 mm                          | 1,00 mm                          | 2,21 g                           | Acciaio inossidabile             | Effigie della Repubblica                                                                  | Valore e data, soia                                                       | 4 luglio 1975 - 31 dicembre 1980   |                                  |                                  | Monete per la campagna della FAO "Cibo per il Mondo" (circolazione comune)                                    |
| 1977                                  | 100 000                          | 2 centavo                        | 19,0 mm                          | 1,00 mm                          | 2,21 g                           | Acciaio inossidabile             | Effigie della Repubblica                                                                  | Valore e data, soia                                                       | 4 luglio 1975 - 31 dicembre 1980   |                                  |                                  | Monete per la campagna della FAO "Cibo per il Mondo" (circolazione comune)                                    |
| 1978                                  | 50 000                           | 2 centavo                        | 19,0 mm                          | 1,00 mm                          | 2,21 g                           | Acciaio inossidabile             | Effigie della Repubblica                                                                  | Valore e data, soia                                                       | 4 luglio 1975 - 31 dicembre 1980   |                                  |                                  | Monete per la campagna della FAO "Cibo per il Mondo" (circolazione comune)                                    |
|                                       |                                  | 5 centavo                        | 21,0 mm                          | 1,00 mm                          | 2,69 g                           | Acciaio inossidabile             | Effigie della Repubblica                                                                  | Valore e data, zebù                                                       | 4 luglio 1975 - 31 dicembre 1980   | 1975                             | n.d.                             | Monete per la campagna della FAO "Cibo per il Mondo" (circolazione comune)                                    |
| 1976                                  | 93 644 000                       | 5 centavo                        | 21,0 mm                          | 1,00 mm                          | 2,69 g                           | Acciaio inossidabile             | Effigie della Repubblica                                                                  | Valore e data, zebù                                                       | 4 luglio 1975 - 31 dicembre 1980   |                                  |                                  | Monete per la campagna della FAO "Cibo per il Mondo" (circolazione comune)                                    |
| 1977                                  | 85 360 000                       | 5 centavo                        | 21,0 mm                          | 1,00 mm                          | 2,69 g                           | Acciaio inossidabile             | Effigie della Repubblica                                                                  | Valore e data, zebù                                                       | 4 luglio 1975 - 31 dicembre 1980   |                                  |                                  | Monete per la campagna della FAO "Cibo per il Mondo" (circolazione comune)                                    |
| 1978                                  | 34 090 000                       | 5 centavo                        | 21,0 mm                          | 1,00 mm                          | 2,69 g                           | Acciaio inossidabile             | Effigie della Repubblica                                                                  | Valore e data, zebù                                                       | 4 luglio 1975 - 31 dicembre 1980   |                                  |                                  | Monete per la campagna della FAO "Cibo per il Mondo" (circolazione comune)                                    |

### Banconote
In questa serie, emessa tra il 1970 e il 1980, furono inizialmente lanciati i tagli da 1, 5, 10, 50 e 100 cruzeiro. Il taglio da 500 cruzeiro fu introdotto nel 1972, in occasione del 150º anniversario dell'indipendenza brasiliana.
Nel 1972 fu lanciata la seconda stampa delle banconote da 1 cruzeiro, nel 1973 quella delle banconote da 5 cruzeiro e nel 1979 quella delle banconote da 10 e 500 cruzeiro, con una lieve differenza rispetto alle banconote messe precedentemente in circolazione.
Questa serie aveva le banconote di formati differenti ed era conosciuta per l'effetto moiré, che aveva come grande novità la visibilità della filigrana su uno sfondo bianco nella banconota. I cambiamenti avevano l'obiettivo di rendere più difficile la contraffazione, problema diffuso per le banconote della valuta precedente. Tuttavia, a causa della loro progressiva perdita di valore derivante dall'inflazione, tali banconote sono state gradualmente sostituite dalle banconote e dalle monete della seconda serie, perdendo definitivamente valore legale nel 1984.
La banconota da 1 cruzeiro di questa serie è stata la più emessa nel periodo anteriore al Plano Real; ne entrarono in circolazione oltre 2 miliardi di pezzi nel corso degli anni settanta.

## Seconda serie

### Monete
Le prime monete di questa serie sono state lanciate nel 1979 in tagli da 1 centavo e 1 cruzeiro; a queste seguirono le monete da 5 e 10 cruzeiro nel 1980 e da 20 e 50 cruzeiro nel 1981.
Anche se era progettata l'emissione di monete da 10 e 50 centavo di questa serie, queste non sono mai state messe in circolazione, e ne esiste solo un numero limitato di esemplari di prova, rari e limitati all'ambito numismatico.
Nel 1985, così come già fatto nel 1975 con le monete da 1, 2 e 5 centavo, è stata emessa una serie speciale della FAO con monete in tagli da 1 e 5 cruzeiro.
Le monete da 1 e 5 cruzeiro hanno perso il loro valore legale al momento dell'adozione del "Plano Cruzado", mentre le altre lo hanno perso nel 1987.
| Seconda serie - Emissioni regolari      | Seconda serie - Emissioni regolari | Seconda serie - Emissioni regolari | Seconda serie - Emissioni regolari | Seconda serie - Emissioni regolari | Seconda serie - Emissioni regolari | Seconda serie - Emissioni regolari | Seconda serie - Emissioni regolari                                                   | Seconda serie - Emissioni regolari | Seconda serie - Emissioni regolari | Seconda serie - Emissioni regolari | Seconda serie - Emissioni regolari | Seconda serie - Emissioni regolari                                                  |
| Immagine                                | Immagine                           | Valore                             | Parametri tecnici                  | Parametri tecnici                  | Parametri tecnici                  | Parametri tecnici                  | Descrizione                                                                          | Descrizione                        | Periodo di circolazione            | Data di emissione                  | Tiratura                           | Note                                                                                |
| Diritto                                 | Rovescio                           | Valore                             | Diametro                           | Spessore                           | Massa                              | Composizione                       | Diritto                                                                              | Rovescio                           | Periodo di circolazione            | Data di emissione                  | Tiratura                           | Note                                                                                |
| --------------------------------------- | ---------------------------------- | ---------------------------------- | ---------------------------------- | ---------------------------------- | ---------------------------------- | ---------------------------------- | ------------------------------------------------------------------------------------ | ---------------------------------- | ---------------------------------- | ---------------------------------- | ---------------------------------- | ----------------------------------------------------------------------------------- |
|                                         |                                    | 1 centavo                          | 14,0 mm                            | 1,40 mm                            | 1,58 g                             | Acciaio inossidabile               | BRASIL, soia                                                                         | Valore e data                      | 20 marzo 1979 - 15 agosto 1984     | 1979                               | 100 000                            |                                                                                     |
| 1980                                    | 60 000                             | 1 centavo                          | 14,0 mm                            | 1,40 mm                            | 1,58 g                             | Acciaio inossidabile               | BRASIL, soia                                                                         | Valore e data                      | 20 marzo 1979 - 15 agosto 1984     |                                    |                                    |                                                                                     |
| 1981                                    | 100 000                            | 1 centavo                          | 14,0 mm                            | 1,40 mm                            | 1,58 g                             | Acciaio inossidabile               | BRASIL, soia                                                                         | Valore e data                      | 20 marzo 1979 - 15 agosto 1984     |                                    |                                    |                                                                                     |
| 1982                                    | 100 000                            | 1 centavo                          | 14,0 mm                            | 1,40 mm                            | 1,58 g                             | Acciaio inossidabile               | BRASIL, soia                                                                         | Valore e data                      | 20 marzo 1979 - 15 agosto 1984     |                                    |                                    |                                                                                     |
| 1983                                    | 100 000                            | 1 centavo                          | 14,0 mm                            | 1,40 mm                            | 1,58 g                             | Acciaio inossidabile               | BRASIL, soia                                                                         | Valore e data                      | 20 marzo 1979 - 15 agosto 1984     |                                    |                                    |                                                                                     |
|                                         |                                    | 1 Cr$                              | 20,0 mm                            | 1,40 mm                            | 3,23 g                             | Acciaio inossidabile               | BRASIL, canna da zucchero                                                            | Valore e data                      | 20 marzo 1979 - 27 febbraio 1986   | 1979                               | 596 419 000                        |                                                                                     |
| 1980                                    | 690 497 000                        | 1 Cr$                              | 20,0 mm                            | 1,40 mm                            | 3,23 g                             | Acciaio inossidabile               | BRASIL, canna da zucchero                                                            | Valore e data                      | 20 marzo 1979 - 27 febbraio 1986   |                                    |                                    |                                                                                     |
| 1981                                    | 560 000 000                        | 1 Cr$                              | 20,0 mm                            | 1,40 mm                            | 3,23 g                             | Acciaio inossidabile               | BRASIL, canna da zucchero                                                            | Valore e data                      | 20 marzo 1979 - 27 febbraio 1986   |                                    |                                    |                                                                                     |
| 1982                                    | 300 000 000                        | 1 Cr$                              | 20,0 mm                            | 1,40 mm                            | 3,23 g                             | Acciaio inossidabile               | BRASIL, canna da zucchero                                                            | Valore e data                      | 20 marzo 1979 - 27 febbraio 1986   |                                    |                                    |                                                                                     |
| 1983                                    | 100 000                            | 1 Cr$                              | 20,0 mm                            | 1,40 mm                            | 3,23 g                             | Acciaio inossidabile               | BRASIL, canna da zucchero                                                            | Valore e data                      | 20 marzo 1979 - 27 febbraio 1986   |                                    |                                    |                                                                                     |
| 1984                                    | 62 100 000                         | 1 Cr$                              | 20,0 mm                            | 1,40 mm                            | 3,23 g                             | Acciaio inossidabile               | BRASIL, canna da zucchero                                                            | Valore e data                      | 20 marzo 1979 - 27 febbraio 1986   |                                    |                                    |                                                                                     |
|                                         |                                    | 5 Cr$                              | 22,0 mm                            | 1,60 mm                            | 4,50 g                             | Acciaio inossidabile               | BRASIL, rami di caffè                                                                | Valore e data                      | 31 marzo 1980 - 27 febbraio 1986   | 1980                               | 388 250 000                        |                                                                                     |
| 1981                                    | 82 000 000                         | 5 Cr$                              | 22,0 mm                            | 1,60 mm                            | 4,50 g                             | Acciaio inossidabile               | BRASIL, rami di caffè                                                                | Valore e data                      | 31 marzo 1980 - 27 febbraio 1986   |                                    |                                    |                                                                                     |
| 1982                                    | 108 000 000                        | 5 Cr$                              | 22,0 mm                            | 1,60 mm                            | 4,50 g                             | Acciaio inossidabile               | BRASIL, rami di caffè                                                                | Valore e data                      | 31 marzo 1980 - 27 febbraio 1986   |                                    |                                    |                                                                                     |
| 1983                                    | 113 400 000                        | 5 Cr$                              | 22,0 mm                            | 1,60 mm                            | 4,50 g                             | Acciaio inossidabile               | BRASIL, rami di caffè                                                                | Valore e data                      | 31 marzo 1980 - 27 febbraio 1986   |                                    |                                    |                                                                                     |
| 1984                                    | 243 400 000                        | 5 Cr$                              | 22,0 mm                            | 1,60 mm                            | 4,50 g                             | Acciaio inossidabile               | BRASIL, rami di caffè                                                                | Valore e data                      | 31 marzo 1980 - 27 febbraio 1986   |                                    |                                    |                                                                                     |
|                                         |                                    | 10 Cr$                             | 24,0 mm                            | 1,60 mm                            | 5,35 g                             | Acciaio inossidabile               | BRASIL, mappa del Brasile con il piano di integrazione delle regioni stradali        | Valore e data                      | 31 marzo 1980 - 30 giugno 1987     | 1980                               | 100 060 000                        |                                                                                     |
| 1981                                    | 200 000 000                        | 10 Cr$                             | 24,0 mm                            | 1,60 mm                            | 5,35 g                             | Acciaio inossidabile               | BRASIL, mappa del Brasile con il piano di integrazione delle regioni stradali        | Valore e data                      | 31 marzo 1980 - 30 giugno 1987     |                                    |                                    |                                                                                     |
| 1982                                    | 331 000 000                        | 10 Cr$                             | 24,0 mm                            | 1,60 mm                            | 5,35 g                             | Acciaio inossidabile               | BRASIL, mappa del Brasile con il piano di integrazione delle regioni stradali        | Valore e data                      | 31 marzo 1980 - 30 giugno 1987     |                                    |                                    |                                                                                     |
| 1983                                    | 390 000 000                        | 10 Cr$                             | 24,0 mm                            | 1,60 mm                            | 5,35 g                             | Acciaio inossidabile               | BRASIL, mappa del Brasile con il piano di integrazione delle regioni stradali        | Valore e data                      | 31 marzo 1980 - 30 giugno 1987     |                                    |                                    |                                                                                     |
| 1984                                    | 409 600 000                        | 10 Cr$                             | 24,0 mm                            | 1,60 mm                            | 5,35 g                             | Acciaio inossidabile               | BRASIL, mappa del Brasile con il piano di integrazione delle regioni stradali        | Valore e data                      | 31 marzo 1980 - 30 giugno 1987     |                                    |                                    |                                                                                     |
| 4,78 g                                  | 1985                               | 10 Cr$                             | 24,0 mm                            | 1,60 mm                            | 201 000 000                        | Acciaio inossidabile               | BRASIL, mappa del Brasile con il piano di integrazione delle regioni stradali        | Valore e data                      | 31 marzo 1980 - 30 giugno 1987     |                                    |                                    |                                                                                     |
| 4,78 g                                  | 1986                               | 10 Cr$                             | 24,0 mm                            | 1,60 mm                            | 39 109 000                         | Acciaio inossidabile               | BRASIL, mappa del Brasile con il piano di integrazione delle regioni stradali        | Valore e data                      | 31 marzo 1980 - 30 giugno 1987     |                                    |                                    |                                                                                     |
|                                         |                                    | 20 Cr$                             | 26,0 mm                            | 1,60 mm                            | 6,33 g                             | Acciaio inossidabile               | BRASIL, progetto originale della Chiesa di San Francesco d'Assisi a São João del-Rei | Valore e data                      | 1º luglio 1981 - 30 giugno 1987    | 1981                               | 88 297 000                         |                                                                                     |
| 1982                                    | 158 200 000                        | 20 Cr$                             | 26,0 mm                            | 1,60 mm                            | 6,33 g                             | Acciaio inossidabile               | BRASIL, progetto originale della Chiesa di San Francesco d'Assisi a São João del-Rei | Valore e data                      | 1º luglio 1981 - 30 giugno 1987    |                                    |                                    |                                                                                     |
| 1983                                    | 312 000 000                        | 20 Cr$                             | 26,0 mm                            | 1,60 mm                            | 6,33 g                             | Acciaio inossidabile               | BRASIL, progetto originale della Chiesa di San Francesco d'Assisi a São João del-Rei | Valore e data                      | 1º luglio 1981 - 30 giugno 1987    |                                    |                                    |                                                                                     |
| 1984                                    | 226 000 000                        | 20 Cr$                             | 26,0 mm                            | 1,60 mm                            | 6,33 g                             | Acciaio inossidabile               | BRASIL, progetto originale della Chiesa di San Francesco d'Assisi a São João del-Rei | Valore e data                      | 1º luglio 1981 - 30 giugno 1987    |                                    |                                    |                                                                                     |
| 5,60 g                                  | 1985                               | 20 Cr$                             | 26,0 mm                            | 1,60 mm                            | 205 000 000                        | Acciaio inossidabile               | BRASIL, progetto originale della Chiesa di San Francesco d'Assisi a São João del-Rei | Valore e data                      | 1º luglio 1981 - 30 giugno 1987    |                                    |                                    |                                                                                     |
| 5,60 g                                  | 1986                               | 20 Cr$                             | 26,0 mm                            | 1,60 mm                            | 26 840 000                         | Acciaio inossidabile               | BRASIL, progetto originale della Chiesa di San Francesco d'Assisi a São João del-Rei | Valore e data                      | 1º luglio 1981 - 30 giugno 1987    |                                    |                                    |                                                                                     |
|                                         |                                    | 50 Cr$                             | 28,0 mm                            | 1,60 mm                            | 7,34 g                             | Acciaio inossidabile               | BRASIL, progetto originale del Plano Piloto di Brasilia                              | Valore e data                      | 1º luglio 1981 - 30 giugno 1987    | 1981                               | 57 000 000                         |                                                                                     |
| 1982                                    | 134 000 000                        | 50 Cr$                             | 28,0 mm                            | 1,60 mm                            | 7,34 g                             | Acciaio inossidabile               | BRASIL, progetto originale del Plano Piloto di Brasilia                              | Valore e data                      | 1º luglio 1981 - 30 giugno 1987    |                                    |                                    |                                                                                     |
| 1983                                    | 181 800 000                        | 50 Cr$                             | 28,0 mm                            | 1,60 mm                            | 7,34 g                             | Acciaio inossidabile               | BRASIL, progetto originale del Plano Piloto di Brasilia                              | Valore e data                      | 1º luglio 1981 - 30 giugno 1987    |                                    |                                    |                                                                                     |
| 1984                                    | 292 418 000                        | 50 Cr$                             | 28,0 mm                            | 1,60 mm                            | 7,34 g                             | Acciaio inossidabile               | BRASIL, progetto originale del Plano Piloto di Brasilia                              | Valore e data                      | 1º luglio 1981 - 30 giugno 1987    |                                    |                                    |                                                                                     |
| 6,49 g                                  | 1985                               | 50 Cr$                             | 28,0 mm                            | 1,60 mm                            | 180 000 000                        | Acciaio inossidabile               | BRASIL, progetto originale del Plano Piloto di Brasilia                              | Valore e data                      | 1º luglio 1981 - 30 giugno 1987    |                                    |                                    |                                                                                     |
| 6,49 g                                  | 1986                               | 50 Cr$                             | 28,0 mm                            | 1,60 mm                            | 52 580 000                         | Acciaio inossidabile               | BRASIL, progetto originale del Plano Piloto di Brasilia                              | Valore e data                      | 1º luglio 1981 - 30 giugno 1987    |                                    |                                    |                                                                                     |
| Seconda serie - Emissioni commemorative |                                    |                                    |                                    |                                    |                                    |                                    |                                                                                      |                                    |                                    |                                    |                                    |                                                                                     |
| Immagine                                | Immagine                           | Valore                             | Parametri tecnici                  | Parametri tecnici                  | Parametri tecnici                  | Parametri tecnici                  | Descrizione                                                                          | Descrizione                        | Periodo di circolazione            | Data di emissione                  | Tiratura                           | Note                                                                                |
| Diritto                                 | Rovescio                           | Valore                             | Diametro                           | Spessore                           | Massa                              | Composizione                       | Diritto                                                                              | Rovescio                           | Periodo di circolazione            | Data di emissione                  | Tiratura                           | Note                                                                                |
|                                         |                                    | 1 Cr$                              | 20,0 mm                            | 1,40 mm                            | 2,79 g                             | Acciaio inossidabile               | BRASIL, ALIMENTOS PARA O MUNDO, canna da zucchero                                    | Valore e data                      | 15 aprile 1985 - 27 febbraio 1986  | 1985                               | 10 000 000                         | Monete per la campagna della FAO del 1985 "Cibo per il Mondo" (circolazione comune) |
|                                         |                                    | 5 Cr$                              | 22,0 mm                            | 1,60 mm                            | 4,02 g                             | Acciaio inossidabile               | BRASIL, ALIMENTOS PARA O MUNDO, caffè                                                | Valore e data                      | 15 aprile 1985 - 27 febbraio 1986  | 1985                               | 10 000 000                         | Monete per la campagna della FAO del 1985 "Cibo per il Mondo" (circolazione comune) |

### Banconote
Questa serie è basata sullo standard della banconota da 100 cruzeiro lanciata nel 1978 e che era stata ispirata dalle carte da gioco, con lo scopo implicito di facilitarne la manipolazione nelle casse.
La curiosità di queste banconote è che il numero di serie si trova sul retro, e che le immagini presenti sulla banconota si rispecchiano tra loro.
Dal 1981, furono emesse nuove banconote basate sul modello di questa, in tagli da 100, 200, 500, 1 000 (stampa B - modificata) e 5 000 cruzeiro. Sono uscite dalla circolazione dopo il periodo di transizione verso la terza serie, che anticipava le caratteristiche del cruzado, destinato a sostituire il cruzeiro allora esistente.
Le banconote di questa serie hanno perso valore nel 1987.

## Terza serie (pre-cruzado)

### Monete
Nel 1985 furono coniate le monete della terza serie, con valori da 100, 200 e 500 cruzeiro, che sul diritto riportavano lo stemma del Brasile.
Si ricorda che, come accaduto per le banconote, le monete già anticipavano il modello che sarebbe stato lanciato con la valuta successiva, il cruzado.
Queste monete, come quelle della serie precedente, hanno perso valore nel 1987.
| Terza serie - Emissioni regolari | Terza serie - Emissioni regolari | Terza serie - Emissioni regolari | Terza serie - Emissioni regolari | Terza serie - Emissioni regolari | Terza serie - Emissioni regolari | Terza serie - Emissioni regolari | Terza serie - Emissioni regolari | Terza serie - Emissioni regolari | Terza serie - Emissioni regolari | Terza serie - Emissioni regolari | Terza serie - Emissioni regolari | Terza serie - Emissioni regolari                                                      |
| Immagine                         | Immagine                         | Valore                           | Parametri tecnici                | Parametri tecnici                | Parametri tecnici                | Parametri tecnici                | Descrizione                      | Descrizione                      | Periodo di circolazione          | Data di emissione                | Tiratura                         | Note                                                                                  |
| Diritto                          | Rovescio                         | Valore                           | Diametro                         | Spessore                         | Massa                            | Composizione                     | Diritto                          | Rovescio                         | Periodo di circolazione          | Data di emissione                | Tiratura                         | Note                                                                                  |
| -------------------------------- | -------------------------------- | -------------------------------- | -------------------------------- | -------------------------------- | -------------------------------- | -------------------------------- | -------------------------------- | -------------------------------- | -------------------------------- | -------------------------------- | -------------------------------- | ------------------------------------------------------------------------------------- |
|                                  |                                  | 100 Cr$                          | 17,0 mm                          | 1,45 mm                          | 2,05 g                           | Acciaio inossidabile             | Stemma nazionale                 | BRASIL, valore e data            | 3 ottobre 1985 - 30 giugno 1987  | 1985                             | 162.000.000                      | La Legge 15 agosto 1984 n. 7.214 cancella la frazione del cruzeiro denominata centavo |
| 1986                             | 97.169.000                       | 100 Cr$                          | 17,0 mm                          | 1,45 mm                          | 2,05 g                           | Acciaio inossidabile             | Stemma nazionale                 | BRASIL, valore e data            | 3 ottobre 1985 - 30 giugno 1987  |                                  |                                  | La Legge 15 agosto 1984 n. 7.214 cancella la frazione del cruzeiro denominata centavo |
|                                  |                                  | 200 Cr$                          | 19,0 mm                          | 1,45 mm                          | 2,55 g                           | Acciaio inossidabile             | Stemma nazionale                 | BRASIL, valore e data            | 3 ottobre 1985 - 30 giugno 1987  | 1985                             | 55.000.000                       | La Legge 15 agosto 1984 n. 7.214 cancella la frazione del cruzeiro denominata centavo |
| 1986                             | 54.830.000                       | 200 Cr$                          | 19,0 mm                          | 1,45 mm                          | 2,55 g                           | Acciaio inossidabile             | Stemma nazionale                 | BRASIL, valore e data            | 3 ottobre 1985 - 30 giugno 1987  |                                  |                                  | La Legge 15 agosto 1984 n. 7.214 cancella la frazione del cruzeiro denominata centavo |
|                                  |                                  | 500 Cr$                          | 21,0 mm                          | 1,65 mm                          | 3,65 g                           | Acciaio inossidabile             | Stemma nazionale                 | BRASIL, valore e data            | 3 ottobre 1985 - 30 giugno 1987  | 1985                             | 74.000.000                       | La Legge 15 agosto 1984 n. 7.214 cancella la frazione del cruzeiro denominata centavo |
| 1986                             | 95.740.000                       | 500 Cr$                          | 21,0 mm                          | 1,65 mm                          | 3,65 g                           | Acciaio inossidabile             | Stemma nazionale                 | BRASIL, valore e data            | 3 ottobre 1985 - 30 giugno 1987  |                                  |                                  | La Legge 15 agosto 1984 n. 7.214 cancella la frazione del cruzeiro denominata centavo |

### Banconote

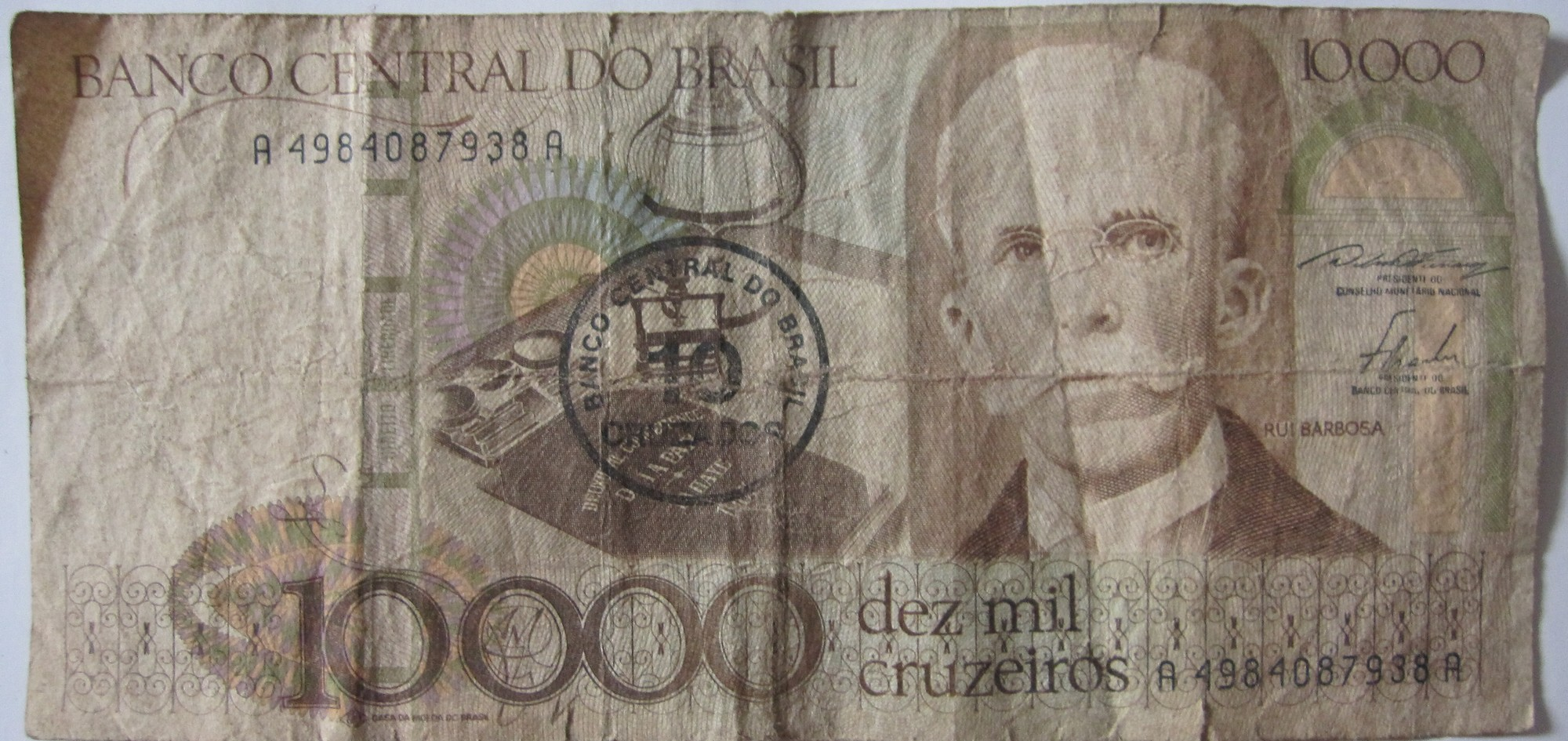
Banconota da 10 000 cruzeiro (con sovrastampa da 10 cruzado)

Nel 1984 furono inizialmente emesse banconote in tagli da 10 000 e 50 000 cruzeiro, cui seguì l'anno successivo l'introduzione della banconota da 100 000 cruzeiro.
Queste banconote hanno un modello diverso dalla serie precedente, mantenendo comunque la medesima dimensione delle banconote in circolazione.
Vale la pena ricordare che nel 1986 in occasione del "Plano Cruzado" le banconote di questa serie furono riutilizzate e rimesse in circolazione con un timbro circolare con il valore, rispettivamente di 10, 50 e 100 cruzado.
Nonostante il governo avesse pianificato che circolassero solo fino al 1987, queste banconote hanno continuato ad essere utilizzate nelle attività quotidiane, essendo ancora in circolazione in occasione del "Plano Collor".